# Jonas Hallenberg

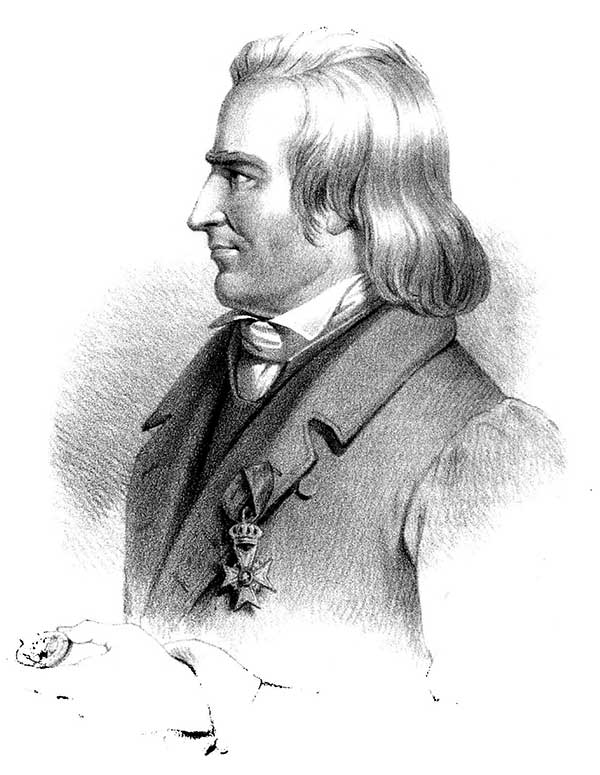
Jonas Hallenberg (1849)

Jonas Hallenberg (* 7. November 1748 in Hallaryds socken; † 30. Oktober 1834 in Stockholm) war ein schwedischer Historiker, Archivar und Antiquar.

## Leben
Hallenberg studierte Geschichte an der Universität Uppsala und lebte später in Stockholm, wo er als Beamter und nachfolgend als Reichshistoriograph (schwedisch: rikshistoriograf) am Reichsarchiv und an der Königlichen Bibliothek angestellt war. Dies ermöglichte ihm einen exzellenten Zugang zu historischen Quellen. Sein Spezialgebiet war die historiographische Darstellung der schwedischen Geschichte. In den 1790er Jahren veröffentlichte er ein umfangreiches Werk der Geschichte des Königreichs Schweden unter der Regentschaft von Gustav II. Adolf. Neben seinen historischen widmete er sich auch umfangreichen sprachwissenschaftlichen Studien sowie der Numismatik. 1803 wurde er zum Reichsantiquar ernannt (schwedisch: riksantikvarie). In dieser Funktion war er der Hauptverwalter der prähistorischen Sammlungen des Königreiches und des Königlichen Münzkabinetts.
Hallenberg war Mitglied und Sekretär der Königlich Schwedischen Akademie der Wissenschaften. 1809 wurde er zum korrespondierenden Mitglied der Königlich Niederländischen Akademie der Wissenschaften gewählt. Im Dezember 1823 wurde er Ehrenmitglied der Russischen Akademie der Wissenschaften in Sankt Petersburg.